# Le Franc-tireur (film, 1972)
Pour les articles homonymes, voir Le Franc-tireur.
Pour plus de détails, voir Fiche technique et Distribution.
Le Franc-tireur est un film français réalisé en 1972 par Jean-Max Causse et Roger Taverne. 
« Prêt à sortir sur les écrans en 1972, il dut patienter trente ans pour rencontrer le public ».

## Synopsis
En 1944 en France, l'occupation allemande semble en passe de s'achever. Même dans ce contexte, Michel Perrat n'a pas l'intention de jouer les héros. Après s'être quelque peu enrichi grâce à de petits trafics avec l'occupant, Michel s'est réfugié chez sa grand-mère, dans le Vercors, pour attendre sagement la fin de la guerre. Le 21 juillet, les troupes allemandes prennent d'assaut le plateau du Vercors, actif foyer de résistance qu'ils entendent nettoyer. La grand-mère de Michel est tuée. Il prend la fuite, poursuivi par un soldat qu'il doit tuer. 
En fuite, Michel rencontre un groupe de maquisards. Tout en restant cyniquement clair sur sa position individualiste, il se joint à eux pour fuir le plateau. Commence alors une longue épopée, semée de multiples embuscades. À chaque tentative de sortie, le groupe perd des hommes. L'un d'eux, déguisé en paysan, est envoyé en éclaireur en ville. Il est pris et dénonce ses amis. Pendant ce temps, ceux-ci ont trouvé refuge dans une ferme. Michel y couche avec la sœur du fermier, délaissant son poste de garde. Au matin, le groupe, surpris par l'arrivée des Allemands, est en grande partie décimé. Bientôt, ils ne seront plus que trois, et iront s'enliser dans un labyrinthe de pierres d'où, finalement, Michel sera le seul à ressortir vivant.

## Fiche technique
- Titre original : Le Franc-tireur
- Réalisation : Jean-Max Causse et Roger Taverne
- Scénario : Jean-Max Causse, Roger Taverne et Pierre Degregori
- Photographie : Yves Lafaye
- Montage : Annabel Le Doeuff
- Musique : Bob Mathieu et Pierre Fanen
- Chansons interprétées par Marcel Mouloudji
- Effets spéciaux : Guy Trielli
- Producteurs : Alain Dahan et Francis Leroi
- Société de production : Le Théâtre du Temple
- Pays de production :  France
- Durée : 75 minutes
- Date de sortie : France - 16 janvier 2002

## Distribution
- Philippe Léotard : Michel Perrat
- Estella Blain : la sœur du fermier
- Roger Riffard : Gaston, le facteur
- Roger Lumont : P'tit Louis
- Lucien Hubert : le père Rameau
- Maurice Travail : Marcellin
- Robert Dadies : le lieutenant
- Serge Lahssen : Ahmed
- Serge Papagalli : le fermier
- Daniel Bellus : le jeune résistant
- Jacques Eyrieux : Léninas
- Henri Coutet : Albert, le berger

## Le «scandale» du festival de Grenoble en 1986
Le Franc-tireur devait être présenté au gala de clôture du festival du film de Grenoble de 1986. Trois jours avant la date prévue de projection, Le Dauphiné libéré publie en première page un article du président des Anciens du Vercors, jugeant que le film n’est qu’une « pantalonnade innommable qui va de ripaille en ripaille, de coucherie en coucherie, de beuverie en beuverie ». Le maire de Villard-de-Lans annonce même qu’il interdit la projection du film dans sa commune. Face au tollé général, le film est déprogrammé et retombe dans l’anonymat. Il ressort le 16 janvier 2002 dans quelques salles avec seulement six copies.